# Chrysomphalus aonidum
Chrysomphalus aonidum es una especie de insecto escama de la familia Diaspididae.  

## Distribución
Se distribuye por Europa.